# Kuno Boll
Kuno Fridolin Boll (* 29. Januar 1922 in Heiligenberg; † 10. Januar 2008) war ein deutscher Bauingenieur.
Boll besuchte das Internat in Meersburg mit dem Abitur 1940 und war dann Soldat. Er war im Russlandfeldzug (zuletzt als Ordonnanzoffizier eines Generals) und in Kriegsgefangenschaft. Nach der Entlassung absolvierte er ein Baupraktikum bei der Baufirma E. Steidle in Sigmaringen. Er studierte an der TH Stuttgart Bauingenieurwesen. Seine Diplomarbeit fertigte er auf Anraten von Fritz Leonhardt über den Entwurf einer Spannbetonbrücke an (da Spannbeton damals nicht gelehrt wurde, erhielt er Privatunterricht von Wolfhardt Andrä). 1950 wurde er Statiker und Bauleiter bei der Baresel AG (unter anderem Spannbetonbrücke über den Kocher, Fährhafen Konstanz-Staad mit Hochbauten). 1953 kam er zu Leonhardt, Andrä und Partner (LAP), wo er Spannbetonbrücken entwarf und andere Spannbetonbauten (die damals teilweise noch auf Widerstand bei den Prüfämtern stießen). Nach einem Prüfauftrag für das Friedrich Engelhorn Haus der BASF in Ludwigshafen
wandte er sich Hochhausbauten zu. Zu seinen Projekten gehört das WDR-Archivhaus in Köln, das Thyssen-Haus in Düsseldorf, das Bayer-Hochhaus in Leverkusen, das Bettenhaus des Universitätsklinikums Köln und Hochhäuser in Hamburg wie das Finnland-Haus, Unilever-Haus, IBM-Haus, Hochhaus Hammerbrook und Spiegel-Verlagshaus (für das er dann nicht realisierte Stahlkernstützen entwarf). Außerdem entwickelte er ein Verfahren zur sicheren Bemessung von Betonsilos, nachdem es zu Schäden aufgrund Fehlern in der Betonverarbeitung gekommen war. Bei der Pädagogischen Hochschule in Ludwigsburg wandte er Anfang der 1960er Jahre erstmals in Deutschland das Liftslab-Verfahren an (Hubdeckenverfahren, Hubvorgang des Einschalungsgerüsts), um bei der Herstellung der Schalungen für Geschossdecken Kosten zu sparen. Das wurde wiederholt beim Neubau für die Oberfinanzdirektion Münster. Mit diesen Bauten trat er aus dem Schatten von Leonhardt heraus. Bei LAP war er Ende der 1960er Jahre noch an den Planungen für die Bauten der Olympiade in München beteiligt. 1969 eröffnete er ein eigenes Ingenieurbüro. Ein erster Großauftrag war das Universitätsklinikum Aachen. Ein frühes Auslandsprojekt waren Wassertürme in Riad, bei denen der Schaft vor Ort betoniert wurde und der Rest mit vorgefertigten Betonteilen montiert und am Schaft hochgezogen wurde.
1966 wurde er Vorsitzender für Württemberg des Verbands beratender Ingenieure (VBI). 1982 wurde er Präsident des VBI.

## Einzelnachweis
1. ↑  Kuno Boll: Traueranzeige. In: http://familienanzeigen.genealogy.net Stuttgarter Zeitung, 12. Januar 2008, abgerufen am 3. Dezember 2020.